# Симович, Душан
Душан Симович (серб. Душан Симовић, 28 октября 1882, Крагуевац — 26 августа 1962, Белград) — югославский военачальник, премьер-министр Югославии (27 марта 1941 — 12 января 1942; с апреля 1941 — в изгнании).

## Военная карьера
Окончил военное училище в 1900 году. Участвовал в Балканских войнах и в Первой мировой войне. Затем служил в военно-воздушных силах, в 1936 году стал командующим ВВС Югославии. В 1938 году получил звание генерала авиации, в мае того же года назначен начальником Генштаба Югославской королевской армии. В январе 1940 года из-за возражений против военного сотрудничества Югославии с Германией снят с должности начальника Генштаба и заменён на этом посту Петром Косичем.

## Переворот и война с Германией
В ночь на 27 марта 1941 года, опираясь на офицеров-единомышленников и части военно-воздушных сил, совершил государственный переворот в Югославии, отстранил от власти князя-регента Павла и посадил на королевский трон 17-летнего Петра II. Сам Симович занял пост премьер-министра Югославии, а также должность начальника Генштаба. Расторг соглашение о Тройственном пакте, где Югославия являлась объектом, а не субъектом. Эти действия вызвали гнев Гитлера, и уже вечером 27 марта 1941 года он подписал директиву о войне против Югославии с целью ликвидации её как государства.
Германское вторжение в Югославию началось 6 апреля 1941 года — в день свадьбы дочери Симовича. 15 апреля 1941 года Симович вместе с женой и братом вылетел на самолёте в Афины и далее в Лондон.

## После войны
Вернулся в Югославию в 1945 году, признал власть Тито и выступал на стороне обвинения в судебном процессе над Драголюбом Михайловичем. Написал несколько книг по военной тематике. Умер в Белграде.